# NGC 2336
NGC 2336 é uma galáxia espiral barrada (SBbc) localizada na direcção da constelação de Camelopardalis. Possui uma declinação de +80° 10' 40" e uma ascensão recta de 7 horas, 27 minutos e 03,6 segundos.
A galáxia NGC 2336 foi descoberta em 1877 por Ernst Wilhelm Leberecht Tempel.